# Procolax
Procolax is een geslacht van vlinders van de familie tandvlinders (Notodontidae).

## Soorten
- P. apulana Schaus, 1910
- P. pohlana Schaus, 1933